# Thomas Hardy
Thomas Hardy, OM (1840-1928) là nhà văn, nhà thơ người Anh. Ông là một trong những văn hào tiêu biểu trong thời đại của Nữ hoàng Victoria.

## Cuộc đời xấu số

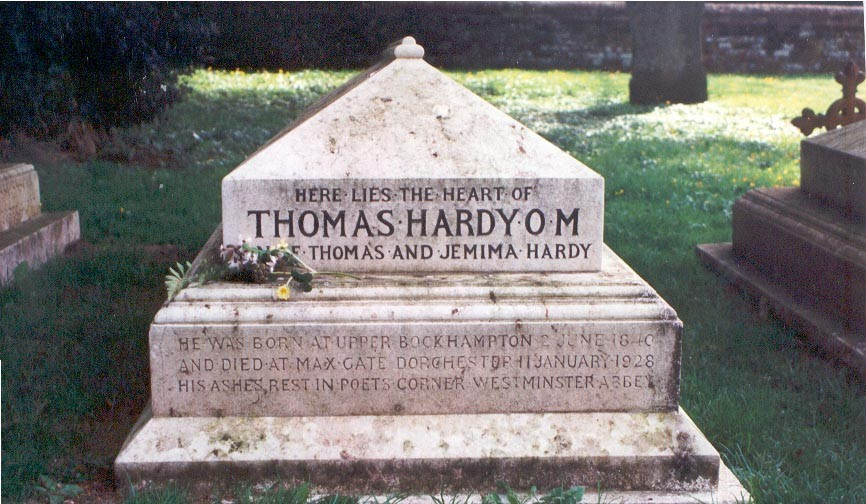
Ngôi mộ của trái tim Hardy ở quê nhà Stinsford

Thomas Hardy đã gặp phải nhiều chuyện không vui trong cuộc đời mình. Người vợ đầu của ông, Emma Gifford, đã trở nên lạnh nhạt với Hardy. Khi Gifford qua đời vào năm 1912, Hardy cảm thấy bị tổn thương và suy sụp. Ông cố gắng viết văn để quên đi nỗi đau này, nhưng không thể. Ông đã mắc chứng sưng phổi vào mùa đông năm 1927. Đến ngày 11 tháng 1 năm 1928 thì ông ra đi mãi mãi. Rắc rối lại đến khi di nguyện của Hardy là được chôn cất tại Stinsford, quê hương của nhà văn, nhưng một số người thì lại cho rằng với những đóng góp của mình, ông xứng đáng được vào Tu viện Westminster. Khi biết chuyện này, người dân tại Stinsford đã phản đối quyết liệt. Một cuộc tranh cãi nổ ra là nên chôn cất Hardy ở chỗ nào. Và câu trả lời của cuộc tranh cãi này cũng xót xa không kém: thân thể của Hardy được đưa đến Westminster, còn trái tim của ông thì sẽ nằm yên mãi mãi tại Stinsford. Như vậy, không giống nhiều người khác, Hardy không được chôn cất với toàn vẹn cơ thể. Ấy thế nhưng, một chuyện không may nữa lại xảy ra. Khi quả tim của Hardy chuẩn bị được lấy ra, một con mèo đã đánh cáp nó khi các bác sĩ phẫu thuật không để ý. Để chuộc lại lỗi lầm của mình với người quá cố, họ đã xử tử con mèo đó rồi chôn nó cùng phần nội tạng Hardy tại Stinsford. Quả là một câu chuyện đời có phần éo le vậy.

## Sự nghiệp
Trong phần đầu và phần giữa của sự nghiệp, Thomas Hardy sáng tác chủ yếu là tiểu thuyết (tiêu biểu là Xa đám đông điên loạn và Jess). Ở cuối sự nghiệp của mình, ông lại chuyển sang thơ.

## Các tác phẩm[1]
Thomas Hardy đã để lại cho đời 8 tập thơ với 918 bài thơ, nhiều truyện vừa, truyện ngắn (chúng được tuyển tập lại thành bộ Câu chuyện Wessex) và vở kịch thơ Vua Lear.

### Tiểu thuyết
- The Poor Man and the Lady (Gã nghèo và nàng tiểu thư, 1867)
- Desperate Remedies: A Novel (Những phương thuốc tuyệt vọng, 1871)
- Under the Greenwood Tree: A Rural Painting of the Dutch School (Dưới tán cây rừng, 1872)
- A Pair of Blue Eyes: A Novel (Đôi mắt xanh biếc, 1873)
- Far from the Madding Crowd (Xa đám đông điên loạn, 1874)
- The Hand of Ethelberta: A Comedy in Chapters (Bàn tay của Ethelberta, 1876)
- The Return of the Native (Trở lại cố hương, 1878)
- The Trumpet-Major (1880)
- A Laodicean: A Story of To-day (1881)
- Two on a Tower: A Romance (1882)
- The Mayor of Casterbridge: The Life and Death of a Man of Character (Thị trưởng Casterbridge, 1886)
- The Woodlanders (1887)
- Tess of the d'Urbervilles: A Pure Woman Faithfully Presented (Cô gái dòng họ d' Urberville: Người phụ nữ đức hạnh chung thủy hiện diện, 1891)
- Jude the Obscure (Jude – kẻ vô danh, 1895)
- The Well-Beloved: A Sketch of a Temperament (1897)

### Tuyển tập truyện ngắn
- Wessex Tales (Câu chuyện Wessex, 1888)
- A Group of Noble Dames (1891), 10 truyện ngắn
- Life's Little Ironies (Những chút mỉa mai của cuộc đời, 1894), 17 truyện ngắn
- A Changed Man and Other Tales (1913), 12 truyện ngắn

### Tập thơ
- Wessex Poems and Other Verses (1898), 51 bài thơ
- Poems of the Past and the Present (1901), 46 bài thơ
- Time's Laughingstocks and Other Verses (1909), 81 bài thơ
- Satires of Circumstance (1914)
- Moments of Vision (1917), 151 bài thơ
- Late Lyrics and Earlier with Many Other Verses (1922), 133 bài thơ
- Human Shows, Far Phantasies, Songs and Trifles (1925)
- Winter Words in Various Moods and Metres (1928)

### Kịch
- The Dynasts: An Epic-Drama of the War with Napoleon
  - Part I (1904)
  - Part II (1906)
  - Part III (1908)
- The Famous Tragedy of the Queen of Cornwall at Tintagel in Lyonnesse (1923), 1 hồi

## Sách tham khảo và các chỉ trích
- Armstrong, Tim. "Player Piano: Poetry and Sonic Modernity" in Modernism/Modernity Lưu trữ ngày 14 tháng 6 năm 2010 tại Wayback Machine 14.1 (January 2007), 1–19.
- Beatty, Claudius J.P. Thomas Hardy: Conservation Architect. His Work for the Society for the Protection of Ancient Buildings. Dorset Natural History and Archaeological Society 1995. ISBN 0-900341-44-0
- Blunden, Edmund. Thomas Hardy. New York: St. Martin's, 1942.
- Brady, Kristen. The Short Stories of Thomas Hardy. London: Macmillan, 1982.
- Boumelha, Penny. Thomas Hardy and Women. New Jersey: Barnes and Noble, 1982.
- Brennecke, Jr., Ernest. The Life of Thomas Hardy. New York: Greenberg, 1925.
- Cecil, Lord David. Hardy the Novelist. London: Constable, 1943.
- D'Agnillo, Renzo, "Music and Metaphor in Under the Greenwood Tree, in The Thomas Hardy Journal, 9, 2 (May 1993), pp.39–50.
- D'Agnillo, Renzo, "Between Belief and Non-Belief: Thomas Hardy’s ‘The Shadow on the Stone’", in Thomas Hardy, Francesco Marroni and Norman Page (eds), Pescara, Edizioni Tracce, 1995, pp.197–222.
- Deacon, Lois and Terry Coleman. Providence and Mr. Hardy. London: Hutchinson, 1966.
- Draper, Jo. Thomas Hardy: A Life in Pictures. Wimborne, Dorset: The Dovecote Press.
- Ellman, Richard & O'Clair, Robert (eds.) 1988. "Thomas Hardy" in The Norton Anthology of Modern Poetry, Norton, New York.
- Gatrell, Simon. Hardy the Creator: A Textual Biography. Oxford: Clarendon, 1988.
- Gibson, James. Thomas Hardy: A Literary Life. London: Macmillan, 1996.
- Gibson, James. Thomas Hardy: Interviews and Recollections. London: Macmillan, 1999; New York: St Martin's Press, 1999.
- Gittings, Robert. Thomas Hardy's Later Years. Boston: Little, Brown, 1978.
- Gittings, Robert. Young Thomas Hardy. Boston: Little, Brown, 1975.
- Gittings, Robert and Jo Manton. The Second Mrs Hardy. London: Heinemann, 1979.
- Gossin, P. Thomas Hardy's Novel Universe: Astronomy, Cosmology, and Gender in the Post-Darwinian World. Aldershot, Ashgate, 2007 (The Nineteenth Century Series).
- Halliday, F. E. Thomas Hardy: His Life and Work. Bath: Adams & Dart, 1972.
- Hands, Timothy. Thomas Hardy: Distracted Preacher?: Hardy's religious biography and its influence on his novels. New York: St. Martin's Press, 1989.
- Hardy, Evelyn. Thomas Hardy: A Critical Biography. London: Hogarth Press, 1954.
- Hardy, Florence Emily. The Early Life of Thomas Hardy, 1840–1891. London: Macmillan, 1928.
- Hardy, Florence Emily. The Later Years of Thomas Hardy, 1892–1928 London: Macmillan, 1930.
- Harvey, Geoffrey. Thomas Hardy: The Complete Critical Guide to Thomas Hardy. New York: Routledge (Taylor & Francis Group), 2003.
- Hedgcock, F. A., Thomas Hardy: penseur et artiste. Paris: Librairie Hachette, 1911.
- Holland, Clive. Thomas Hardy O.M.: The Man, His Works and the Land of Wessex. London: Herbert Jenkins, 1933.
- Jedrzejewski, Jan. Thomas Hardy and the Church. London: Macmillan, 1996.
- Johnson, Lionel Pigot. The art of Thomas Hardy (London: E. Mathews, 1894).
- Kay-Robinson, Denys. The First Mrs Thomas Hardy. London: Macmillan, 1979.
- Langbaum, Robert. "Thomas Hardy in Our Time." New York: St. Martin's Press, 1995, London: Macmillan, 1997.
- Marroni, Francesco, "The Negation of Eros in 'Barbara of the House of Grebe’ ", in "Thomas Hardy Journal", 10, 1 (February 1994) pp. 33–41
- Marroni, Francesco and Norman Page (eds.), Thomas Hardy. Pescara: Edizioni Tracce, 1995.
- Marroni, Francesco, La poesia di Thomas Hardy. Bari: Adriatica Editrice, 1997.
- Marroni, Francesco, "The Poetry of Ornithology in Keats, Leopardi, and Hardy: A Dialogic Analysis", in "Thomas Hardy Journal", 14, 2 (May 1998) pp. 35–44
- Millgate, Michael (ed.). The Life and Work of Thomas Hardy by Thomas Hardy. London: Macmillan, 1984.
- Millgate, Michael. Thomas Hardy: A Biography. New York: Random House, 1982.
- Millgate, Michael. Thomas Hardy: A Biography Revisited. Oxford: Oxford University Press, 2004.
- Morgan, Rosemarie, (ed) The Ashgate Research Companion to Thomas Hardy, (Ashgate publishing), 2010.
- Morgan, Rosemarie, (ed) The Hardy Review,(Maney Publishing), 1999–.
- Morgan, Rosemarie, Student Companion to Thomas Hardy (Greenwood Press),2006.
- Morgan, Rosemarie, Cancelled Words: Rediscovering Thomas Hardy (Routledge, Chapman & Hall),1992
- Morgan, Rosemarie, Women and Sexuality in the Novels of Thomas Hardy (Routledge & Kegan Paul), 1988; paperback: 1990.
- Musselwhite, David, Social Transformations in Hardy's Tragic Novels: Megamachines and Phantasms, Palgrave Macmillan, 2003.
- Norman, Andrew. Behind the Mask, History Press, 2011. ISBN 9-7807-5245-630-0
- O'Sullivan, Timothy. Thomas Hardy: An Illustrated Biography. London: Macmillan, 1975.
- Orel, Harold. The Final Years of Thomas Hardy, 1912–1928. Lawrence: University Press of Kansas, 1976.
- Orel, Harold. The Unknown Thomas Hardy. New York: St. Martin's, 1987.
- Page, Norman, ed. Thomas Hardy Annual. No.1: 1982; No.2: 1984; No.3: 1985; No.4:1986; No.5; 1987. London: Macmillan, 1982-1987.
- Phelps, Kenneth. The Wormwood Cup: Thomas Hardy in Cornwall. Padstow: Lodenek Press, 1975.
- Pinion, F. B. Thomas Hardy: His Life and Friends. London: Palgrave, 1992.
- Pite, Ralph. Thomas Hardy: The Guarded Life. London: Picador, 2006.
- Saxelby, F. Outwin. A Thomas Hardy dictionary: the characters and scenes of the novels and poems alphabetically arranged and described (London: G. Routledge, 1911).
- Seymour-Smith, Martin. Hardy. London: Bloomsbury, 1994.
- Stevens-Cox, J. Thomas Hardy: Materials for a Study of his Life, Times, and Works. St. Peter Port, Guernsey: Toucan Press, 1968.
- Stevens-Cox, J. Thomas Hardy: More Materials for a Study of his Life, Times, and Works. St. Peter Port, Guernsey: Toucan Press, 1971.
- Stewart, J. I. M. Thomas Hardy: A Critical Biography. New York: Dodd, Mead & Co., 1971.
- Taylor, Richard H. The Neglected Hardy: Thomas Hardy's Lesser Novels. London: Macmillan; New York: St Martin's Press, 1982.
- Taylor, Richard H., ed. The Personal Notebooks of Thomas Hardy. London: Macmillan, 1979.
- Turner, Paul. The Life of Thomas Hardy: A Critical Biography. Oxford: Blackwell, 1998.
- Weber, Carl J. Hardy of Wessex, his Life and Literary Career. New York: Columbia University Press, 1940.
- Wilson, Keith. Thomas Hardy on Stage. London: Macmillan, 1995.
- Wilson, Keith, ed. Thomas Hardy Reappraised: Essays in Honour of Michael Millgate. Toronto: University of Toronto Press, 2006.
- Wilson, Keith, ed. A Companion to Thomas Hardy. Wiley-Blackwell, 2009.
- Wotton, George. Thomas Hardy: Towards A Materialist Criticism. Lanham: Rowman & Littlefield, 1985.